# Велика Клиса
Велика Клиса је насељено место у општини Ђуловац (до 1991. Миоковићево), у западној Славонији, Република Хрватска.

## Историја
До територијалне реорганизације у Хрватској насеље се налазило у саставу бивше велике општине Дарувар.

## Становништво
По попису из 2001. године село је имало 11 становника. На попису из 2011. није имала становника.
| Националност       | 1991.        | 1981.        | 1971.        | 1961.        |
| Срби               | 143 (96,62%) | 174 (91,57%) | 262 (98,86%) | 327 (99,69%) |
| Хрвати             | 2 (1,35%)    | 1 (0,52%)    | 2 (0,75%)    | 1 (0,30%)    |
| Југословени        | 1 (0,67%)    | 13 (6,84%)   | 0            | 0            |
| остали и непознато | 2 (1,35%)    | 2 (1,05%)    | 1 (0,37%)    | 0            |
| Укупно             | 148          | 190          | 265          | 328          |

- напомене:

До 1931. исказивано под именом Клиса. У 1910. и 1921. садржи податке за насеље Крављак.